# Gyalidea subscutellaris
Gyalidea subscutellaris är en lavart som först beskrevs av Vezda, och fick sitt nu gällande namn av Vezda. Gyalidea subscutellaris ingår i släktet Gyalidea och familjen Gomphillaceae.   Inga underarter finns listade i Catalogue of Life.